# Павуколов жовтощокий

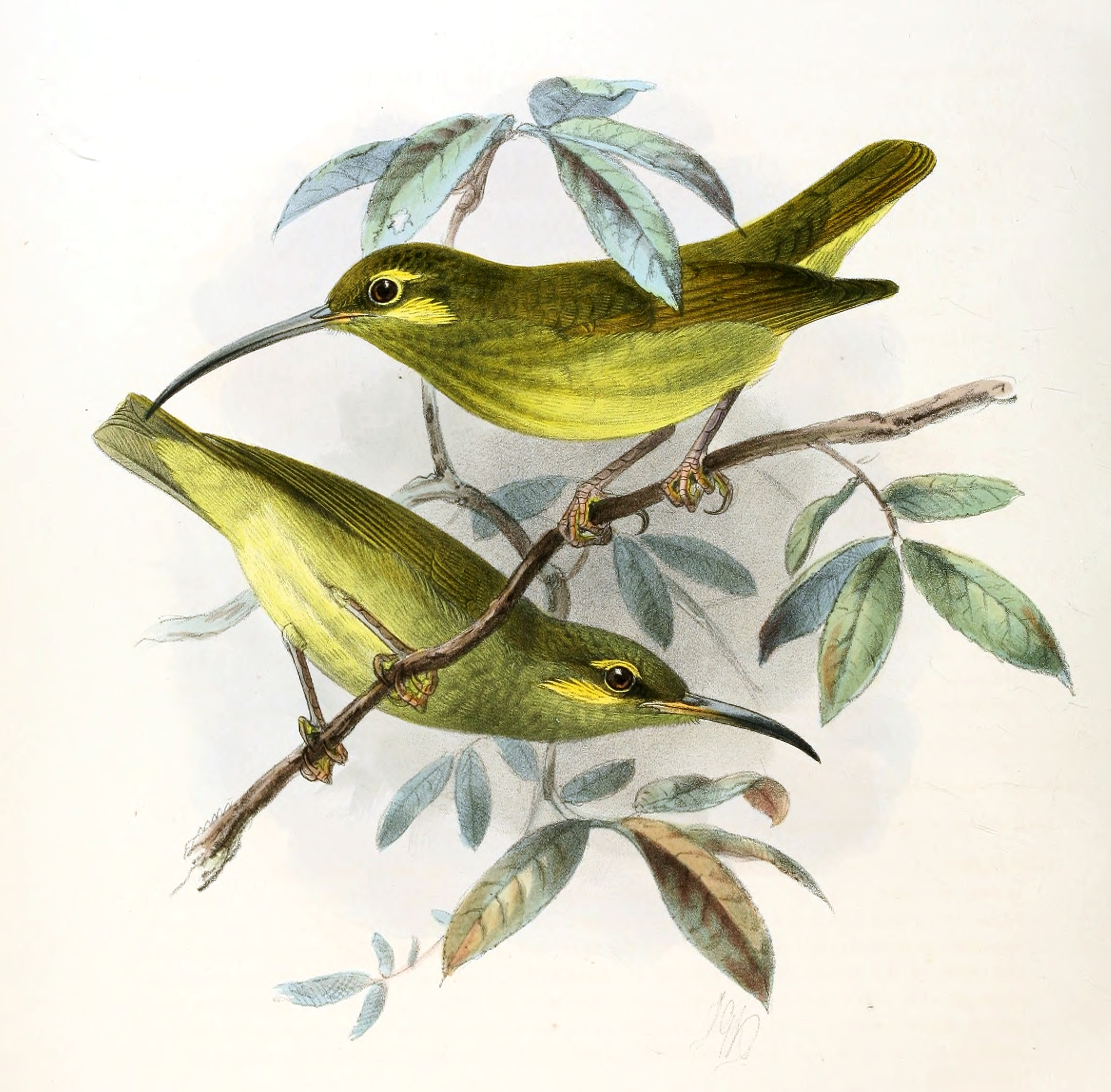
Жовтощокі павуколови

Павуколов жовтощокий (Arachnothera chrysogenys) — вид горобцеподібних птахів родини нектаркових (Nectariniidae). Мешкає в Південно-Східній Азії.

## Опис
Довжина птаха становить 18 см. Виду не притаманний статевий диморфізм. Забарвлення оливково-зелене, нижня частина тіла дещо світліша, на щоках жовті плями. Загалом жовтощокий пауколов дуже схожий на великого павуколова, однак у великого павуколова навколо очей знаходяться світлі кільця, що створює окуляроподібний візерунок, в у жовтощокого павуколова є лише вузькі смужки над очима.

## Підвиди
Виділяють два підвиди:
- A. c. chrysogenys (Temminck, 1826) — Малайський півострів, Суматра, західна Ява і західний Калімантан;
- A. c. harrissoni Deignan, 1957 — східний Калімантан.

## Поширення і екологія
Жовтощокі павуколови поширені в Індонезії, Малайзії, М'янмі, Таїланді, Брунеї та Сінгапурі. Вони живуть в рівнинних вологих тропічних лісах, мангрових лісах і на плантаціях. Зустрічаються на висоті до 1400 м над рівнем моря.